# Mount Chamberlin (Brookskette)
Der Mount Chamberlin ist mit 2713 Metern der dritthöchste Berg der im Norden von Alaska gelegenen Brookskette. Mount Chamberlin befindet sich in den Franklin Mountains, ein Gebirgszug im Nordosten der Brookskette. Er ist nach dem US-amerikanischen Geologen Thomas Chrowder Chamberlin benannt.
Die Erstbesteigung erfolgte am 24. Juli 1963 durch George G. Barnes, Dennis Burge und Graham Stephenson.
Er galt als höchster Berg der Brookskette, bis 2014 neuere Vermessungmethoden Mount Isto an Platz eins setzen.